# Dražen Petrović
Dražen Petrović (Šibenik, Croacia, Yugoslavia, 22 de octubre de 1964-Denkendorf, Alemania, 7 de junio de 1993) fue un jugador de baloncesto croata que jugaba en la posición de escolta, siendo considerado como uno de los mejores jugadores europeos de la época de los años 1980 y por algunos estamentos, prensa y público vinculado al baloncesto como el mejor de la historia nacido en el Viejo Continente.
Su gran registro anotador y su estilo de juego le permitieron llegar a la National Basketball Association (NBA) en una época que comenzaba a abrirse a jugadores de todo el mundo. Laureado en sus distintos equipos de clubes y selecciones en el Viejo Continente, Petrović obtuvo dos medallas de plata y una de bronce en baloncesto olímpico, un oro y un bronce en la Copa Mundial, un oro y un bronce en el Europeo FIBA, y dos títulos de la Copa de Europa de clubes. Representó a Yugoslavia y, más tarde, Croacia tras su segregación, fue vencedor de cuatro Euroscars, y fue nombrado Mr. Europa dos veces. En 1985, él recibió el premio de la insignia de oro al mejor atleta de Yugoslavia.
Buscando un escenario más grande después de sus inicios en Europa, Petrović se unió a la NBA en 1989 como miembro de los Portland Trail Blazers. Después de ser jugador de segunda fila la mayor parte de ese año, su carrera experimentó un avance tras un intercambio con los New Jersey Nets. En su primer año se convirtió en uno de los mejores escoltas de tiro de la liga y estaba en consideración de ser el mejor tirador de la historia. Su carrera y su vida fueron cortadas después de que muriera en un accidente de tráfico a los 28 años.
Es considerado como la parte crucial de la vanguardia de la actual afluencia masiva de jugadores europeos en la NBA. Su dorsal número 3 fue retirado por los Nets en 1993, y en 2002 fue consagrado póstumamente en el Salón de la Fama NBA-Naismith Memorial Basketball, y fue elegido como el mejor jugador de baloncesto europeo en la historia por los jugadores del EuroBasket 2013.
Era familiar de los también baloncestistas Aza Petrović (hermano) y Dejan Bodiroga (primo en segundo grado).

## Biografía
Nacido en Šibenik, Yugoslavia (actual Croacia), Petrović fue el segundo hijo de Jovan y Biserka Petrović. Su hermano mayor Aleksandar fue el primero de la familia en practicar el baloncesto.

## Trayectoria

### Inicios y carrera en Europa
Con 13 años, Petrović entró en las categorías inferiores del Košarkaški klub Šibenka de su ciudad natal, y con apenas 15 años ya formaba parte del primer equipo. Tras cumplir el servicio militar, siguió los pasos de su hermano fichando por el Košarkaški klub Cibona de la ciudad de Zagreb, uno de los mejores equipos del país yugoslavo.
En su primer año en el equipo ganó el campeonato de liga y de copa, además de conseguir llevar al equipo a su primera final de la Copa de Europa. En ella vencieron en la final al equipo más laureado y favorito de la competición, el Real Madrid, éxito que se repitió a la temporada siguiente tras vencer al Basketball Club Žalgiris soviético, donde jugaba otra de las grandes figuras de la época del baloncesto europeo, Arvydas Sabonis. Tras no conseguir el título de liga en 1986, que perdió en la final frente al Košarkaški klub Zadar de su amigo Stojan Vranković, el equipo disputó como campeón de copa la Recopa de Europa, segunda competición por importancia del baloncesto europeo de clubes. En ella su equipo volvió a proclamarse campeón tras vencer a la Unione Sportiva Victoria Libertas Pallacanestro italiana logrando tres títulos europeos consecutivos. Petrović promedió unos registros en dichas finales de 28.7 puntos (con un máximo de 36), 5 asistencias, 5.3 rebotes (con un tope de 8) y 2.3 robos siendo el máximo anotador en dos de ellas.
Siendo una de las «bestias negras» del Real Madrid, el jugador se incorporó para la temporada 1988-89 en las filas del equipo español. En su primera y única temporada con los «merengues», Petrović ganó una Copa del Rey perdiendo contra pronóstico la final del campeonato liguero. En el panorama continental sin embargo llevó a los madrileños a ganar la Recopa de Europa de 1989 venciendo en el tiempo extra al Juvecaserta Basket de Oscar Schmidt siendo considerada como una de las mejores finales de las competiciones europeas. En ella el balcánico anotó 62 puntos frente a los 44 de su rival brasileño para un 117-113 final.
Motivado por el interés de los Portland Trail Blazers de la NBA tras sus grandes actuaciones, Petrović fichó de manera abrupta por el conjunto de Oregón, el cual pagó 1 500 000 dólares por su rescisión de contrato, uniéndose al conjunto estadounidense para la temporada 1989-90. En su período en Europa el jugador promedió más de 30 puntos por partido a lo largo de su carrera profesional.

### Período en la NBA

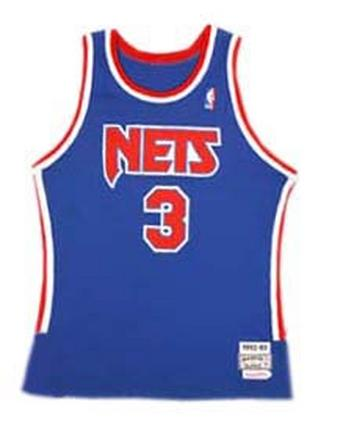
La camiseta con su número en New Jersey Nets fue retirada tras su fallecimiento.

Recalando en los Blazers, el equipo tenía grandes jugadores como Terry Porter o Jerome Kersey, liderados por el jugador franquicia del equipo, Clyde Drexler, el cual jugaba en su misma posición, por lo que la participación de Petrović en el equipo se redujo a 12 minutos por partido. Para la temporada 1990-91 de la NBA, Petrović ya solo disputaba 7 minutos por partido. Debido a su insatisfacción con el club, Petrović pidió su traspaso, y un triple intercambio con Denver Nuggets lo envió a los New Jersey Nets a cambio de una primera ronda de draft.
El 23 de enero de 1991, Petrović recaló en los New Jersey Nets, un equipo joven y con proyección que esperaba un gran futuro con jugadores como Kenny Anderson o Derrick Coleman, además del propio Petrović. Inmediatamente, Petrović respondió a las expectativas del club promediando 12.6 puntos por partido. Para la temporada 1991-92 de la NBA, Petro (apodo dado por los fanes) aumentó su puntuación a 20.6, liderando el porcentaje de acierto en tiros y convirtiéndose en el jugador franquicia del equipo. Para la temporada 1992-93 de la NBA, Petrović aumentó aún más sus prestaciones con 22.3 puntos y con 45% en porcentaje de tiros. Pero para su decepción, no fue convocado para los All-Star Game de la NBA 1993.

### Fallecimiento
En el verano de 1993, después de que los Nets fueran eliminados por Cleveland Cavaliers en primera ronda de playoffs, Petrović se trasladó a Polonia donde se concentraba la selección de baloncesto de Croacia. Por aquel entonces, Petrović contemplaba una posible salida de los Nets a causa de la tensión entre él y sus compañeros de equipo, además de que los Nets no renovaron su contrato.
Sin embargo, luego se pudo conocer que los Nets esperaban su llegada para ofrecerle un contrato que sólo iba a ser superado en cifras por el que tenía Michael Jordan.
Dražen Petrović murió en un accidente de tráfico cuando un camión se cruzó en el camino de su coche en Denkendorf, en el estado alemán de Baviera, a unos 100 km de su capital, Múnich.
De acuerdo a los testimonios de la policía de Ingolstadt, el conductor del camión trató de evitar una colisión con otro coche y perdió el control, cruzándose en el camino del coche de Petrović, el cual estaba dormido mientras conducía su novia, Klara Szalantzy, la cual solo resultó herida, al igual que la otra acompañante del coche, Hilal Ebedel, una jugadora turca de baloncesto. Al parecer, la visibilidad ese día era muy mala y Petrović no llevaba cinturón de seguridad. Su cuerpo fue enterrado en el Cementerio de Mirogoj en Zagreb.
Muchos jugadores de la NBA hablaron sobre el fallecimiento de Petrović, lamentando su muerte, recalcando su personalidad y dedicación al baloncesto y su talento. David Stern y jugadores como Michael Jordan o su excompañero y amigo Clyde Drexler lamentaron su muerte.
Después de su muerte, su número, el 3, fue retirado de los New Jersey Nets. Petrović fue incluido en el Basketball Hall of Fame el año 2002.

## Selección nacional

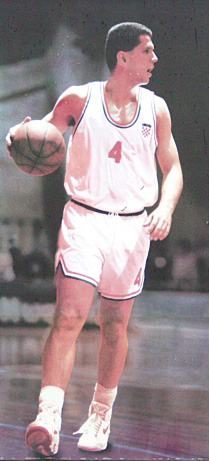
Petrović jugando con Croacia tras Disolución de Yugoslavia.

Antes de su carrera en la NBA, sus actuaciones a nivel de clubes se vieron también correspondidos con sus actuaciones a nivel de selecciones. Integrante de la selección yugoslava fue uno de los grandes artífices de los triunfos junto a sus compañeros Toni Kukoč, Vlade Divac, Dino Rađa consiguiendo dos medallas olímpicas, bronce en Los Ángeles 1984 y plata en Seúl 1988, dos medallas en europeos, bronce en Grecia 1987 y oro en Yugoslavia 1989 y una medalla de bronce en el Mundial de España 1986 y una de oro en el Mundial de Argentina 1990. En ellos además fue nombrado MVP del torneo en dos ocasiones.
Ya como jugador de la liga estadounidense y tras la independencia de la República Socialista de Croacia de la República Federativa Socialista de Yugoslavia, de la que el jugador se sentía patrio, comenzó a jugar para su selección produciéndose un cisma entre ambos países a nivel deportivo, político y social. Su mayor logro con la camiseta croata fue la de una medalla de plata en los Juegos Olímpicos de Barcelona 1992 en la final perdida frente a la selección estadounidense de Michael Jordan, Magic Johnson y Larry Bird conocida como el Dream Team.
Especial repercusión tuvo el citado incidente político de la disolución de Yugoslavia en su vida personal y deportiva siendo uno de los capítulos que más marcaron su devenir. Tras la plata de Seúl 1988 y el oro como anfitrión en el EuroBasket 1989, las tensiones comenzaron a surgir en el Mundial de Argentina 1990. Aunque los balcánicos se impusieron en la final del torneo a la selección soviética por 92-75, durante la celebración del título un aficionado croata envuelto en una bandera homónima, saltó a la cancha y fue expulsado de la misma por el compañero y mejor amigo de Petrović, Divac, alegando que aquel día «había ganado Yugoslavia, no Croacia». Desde aquel día su amistad se corrompió hasta el punto de romperse debido a conflictos externos y al arraigado sentimiento de Petrović por la identificación croata, cuyo sentimiento independentista comenzaba a ser notable entre la sociedad de un fracturado país.
El trasfondo histórico de la ruptura de la República Federal Socialista de Yugoslavia y la amistad de ambos, originalmente yugoslavos y posteriormente croata y serbio, se puede ver en el documental: «Once Brothers» (Una vez hermanos).

## Estilo de juego
Su juego se caracterizaba por un dominio perfecto de la pelota actuando tanto de escolta como de alero, y como un buen segundo base cuando el oficial estaba bien marcado en la cancha de juego por el equipo rival. En el uno contra uno era imparable. También era un excelente tirador y pasador y realizaba jugadas antológicas y de fantasía. Fue uno de los mejores jugadores europeos y quizás el mejor anotador. Su mayor defecto era ser en exceso individualista y le faltaba defender con mayor contundencia. Era un jugador fundamentalmente de ataque. Después de cada partido se quedaba él solo lanzando triples durante una hora, razón por la que en los partidos profundizaba más en el ataque.[cita requerida]

## Estadísticas de su carrera en la NBA

### Temporada regular
| Año     | Equipo     | PJ  | PT  | MPP  | %TC  | %3P  | %TL  | RPP | APP | ROB | TPP | PPP  |
| ------- | ---------- | --- | --- | ---- | ---- | ---- | ---- | --- | --- | --- | --- | ---- |
| 1989-90 | Portland   | 77  | 0   | 12.6 | .485 | .459 | .844 | 1.4 | 1.5 | .3  | .0  | 7.6  |
| 1990-91 | Portland   | 18  | 0   | 7.4  | .451 | .167 | .682 | 1.0 | 1.1 | .3  | .0  | 4.4  |
| 1990-91 | New Jersey | 43  | 0   | 20.5 | .500 | .373 | .861 | 2.1 | 1.5 | .9  | .0  | 12.6 |
| 1991-92 | New Jersey | 82  | 82  | 36.9 | .508 | .444 | .808 | 3.1 | 3.1 | 1.3 | .1  | 20.6 |
| 1992-93 | New Jersey | 70  | 67  | 38.0 | .518 | .449 | .870 | 2.7 | 3.5 | 1.3 | .2  | 22.3 |
| Total   | Total      | 290 | 149 | 26.4 | .506 | .437 | .841 | 2.3 | 2.4 | .9  | .1  | 15.4 |

### Playoffs
| Año   | Equipo     | PJ | PT | MPP  | %TC  | %3P  | %TL  | RPP | APP | ROB | TPP | PPP  |
| ----- | ---------- | -- | -- | ---- | ---- | ---- | ---- | --- | --- | --- | --- | ---- |
| 1990  | Portland   | 20 | 0  | 12.7 | .440 | .313 | .583 | 1.6 | 1.0 | .3  | .0  | 6.1  |
| 1992  | New Jersey | 4  | 4  | 40.8 | .539 | .333 | .846 | 2.5 | 3.3 | 1.0 | .3  | 24.3 |
| 1993  | New Jersey | 5  | 5  | 38.6 | .455 | .333 | .800 | 1.8 | 1.8 | .4  | .0  | 15.6 |
| Total | Total      | 29 | 9  | 21.0 | .474 | .324 | .696 | 1.8 | 1.4 | .4  | .0  | 15.3 |